# Ювілейний орден «Різдво Христове — 2000»
Ювілейний орден «Різдво Христове — 2000» — це ювілейний орден Української Православної Церкви (Московського Патріархату) засновано на честь святкування великої події 2000-ліття Різдва Христового. Його встановлено для відзначення єпископату, духовенству, мирянам, церковнослужителям, видатним державним діячам, меценатам та представникам інших сфер діяльності за особисті заслуги перед Українською Православною Церквою в справі відродження духовності.

## Статут

### Загальні положення
Ювілейний орден «Різдво Христове — 2000» засновано на честь святкування великої події 2000-ліття Різдва Христового для нагородження єпископату, духовенству, мирянам, церковнослужителям, видатним державним діячам, меценатам та представникам інших сфер діяльності за особисті заслуги перед Українською Православною Церквою в справі відродження духовності.
Нагородження орденом здійснюється за благословенням Предстоятеля Української Православної Церкви.
Особі,нагородженій орденом, вручаються орден і грамота.
Нагородження вдруге,з врученням одного й того ж ордена одного й того ж ступеня,не проводиться.
Орденом нагороджуються громадяни України та іноземні громадяни.
Ювілейний орден «Різдво Христове — 2000» має два ступені. Найвищим ступенем ордена є І ступінь.
Нагородження орденом проводиться послідовно,починаючи з II ступеня.

### Порядок представлення до нагородження
Нагородження проводиться за поданням правлячих архієреїв на ім'я Митрополита Київського та всієї України.
Вносити пропозиції про нагородження орденом можуть також органи законодавчої,виконавчої та судової влади.
Рішення про нагородження приймається Комісією з нагороджень.

### Порядок вручення
Вручення ордена проводиться в урочистій обстановці.
Орден, як правило, вручає Предстоятель Української Православної Церкви або, за його благословенням,
єпархіальний архієрей.
Орден носять з правого боку грудей.
У випадку втрати (псування) ордена дублікат не видається.

## Вигляд
Орден І ступеня виготовляється з міді та покривається позолоток» (товщина покриття - 0.2 мк). Відзнака має форму круглого лаврового вінка з накладеним на нього хрестом, сторони якого покрито емаллю червоного кольору. В центрі ордена розміщено круглий медальйон із зображенням ікони Різдва Христового.
По колу медальйона на фоні емалі червоного кольору розміщено надпис: "РІЗДВО ХРИСТОВЕ - 2000". На зворотному боці - застібка для прикріплення ордена до одягу та вигравіювано номер відзнаки. Розмір ордена між сторонами хреста - 60x60 мм, діаметр медальйона - 40 мм.
Орден ІІ ступеня такий самий, як і орден І ступеня, але посріблений (тошиинл покриття - 9 мк), а емаль - блакитного кольору. 

## Кавалери
- Архієпископ Кам'янець-Подільський і Городоцький Феодор

### Сайти
- Нагороди та титули Української Православної Церкви 2009